# Сан Джовани а Пиро
Сан Джова̀ни а Пѝро (на италиански: San Giovanni a Piro) е малко градче и община в Южна Италия, провинция Салерно, регион Кампания. Разположено е на 450 m надморска височина. Населението на общината е 3868 души (към 2010 г.).